# انالیونتاس
انالیونتاس (به لاتین: Analiontas) یک منطقهٔ مسکونی در قبرس است که در ناحیه نیکوزیا واقع شده‌است.

## خصوصیات
انالیونتاس ۳۰۰ نفر جمعیت دارد.